# Покровка (Пачелмський район)
Покро́вка (рос. Покровка) — село у складі Пачелмського району Пензенської області, Росія.
Населення — 2 особи (2010; 16 у 2002).
Національний склад станом на 2002 рік:
- росіяни — 100 %